# 고우다프군

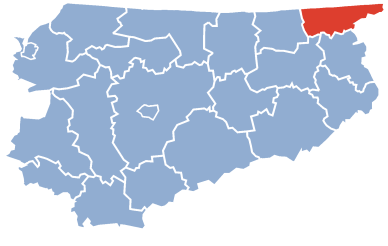
바르미아마주리주 지도에 표시된 고우다프군의 위치

고우다프군(폴란드어: powiat gołdapski)은 폴란드 바르미아마주리주에 위치한 군으로 군청 소재지는 고우다프이며 면적은 771.93km2, 인구는 26,825명(2019년 기준), 인구 밀도는 35명/km2이다.
동쪽으로는 포들라스키에주 수바우키군, 남쪽으로는 올레츠코군, 남서쪽으로는 기지츠코군, 서쪽으로는 벵고제보군과 접하며 북쪽으로는 러시아 칼리닌그라드주와 국경을 접한다. 3개 지방 자치체(1개 도시형 농촌, 2개 농촌)를 관할한다.

군기
군 문장